# Варнке, Генрих
Генрих Варнке (нем. Heinrich Warnke; 30 августа 1870, Вессельбурен — 6 августа 1938, Дрезден) — немецко-американский виолончелист.
Сын музикдиректора маленького городка. Получил первоначальное музыкальное образование дома, в 12 лет поступил в Гамбургскую консерваторию в класс виолончели Альберта Говы. В 1887 г. перебрался в Лейпциг, где совершенствовал своё мастерство в Лейпцигской консерватории под руководством Юлиуса Кленгеля и играл в Оркестре Гевандхауса. Затем играл в оркестрах Баден-Бадена (где его учеником был Рудольф Крассельт) и Гомбурга. В 1897—1905 гг. солист мюнхенского Оркестра Кайма, с 1898 г. также играл в составе фортепианного трио с Феликсом Вайнгартнером и Рихардом Реттихом.
В 1905 г. был приглашён в США и занял пульт концертмейстера виолончелей в Бостонском симфоническом оркестре; вместе с Генрихом Варнке в Бостон прибыл также его младший брат Иоганнес Варнке (1871—1960), поступивший в оркестр в качестве второй виолончели. В 1914 г. Джозеф Малкин сменил Варнке на позиции концертмейстера, однако Варнке остался в оркестре до 1918 года. В 1905—1907 гг. играл также в составе струнного квартета Вилли Хесса. С1920 г. один из концертмейстеров виолончелей в оркестре Метрополитен-опера, выступал также как солист. Вернулся в Германию в середине 1930-х гг.